# 평형 고도
평형 고도(Equilibrium level, EL), 중성 부력 수준(level of neutral buoyancy, LNB) 또는 대류 한계(limit of convection, LOC)는 기상학에서 상승하는 공기 덩어리가 주변 환경과 동일한 온도에 있는 높이이다.
이는 불안정한 공기가 이제 평형 수준에 도달하고 대류가 중단되면 안정적이라는 것을 의미한다. 이 고도는 종종 대류권계면 근처에 있으며 뇌우 상승 기류가 최종적으로 차단되는 곳이기 때문에 뇌우의 모루 근처로 표시될 수 있다. 단, 최대 소포 고도(MPL)까지 계속 상승하는 정상부를 초과하는 경우는 제외된다. 추진력 때문에. 더 정확하게 말하면, 적란운은 중성 부력 수준에 도달하기 전에 약 몇 킬로미터 상승을 멈추고 평균적으로 모루 빙하는 바다 위보다 육지 위의 더 높은 고도에서 발생한다(육지와 바다 사이의 LNB에는 거의 차이가 없음에도 불구하고).

## 같이 보기
- 대기열역학
- 자유 대류 고도